# Месалоча
Месалоча (ісп. Mezalocha) — муніципалітет в Іспанії, у складі автономної спільноти Арагон, у провінції Сарагоса. Населення — 226 осіб (2010).
Муніципалітет розташований на відстані близько 250 км на північний схід від Мадрида, 30 км на південний захід від Сарагоси.
На території муніципалітету розташовані такі населені пункти: (дані про населення за 2010 рік)
- Айлес: 0 осіб
- Месалоча: 226 осіб

## Демографія
Динаміка населення (INE ):